# Список футбольных клубов Украины
Ниже представлен список футбольных клубов Украины, когда либо имевших профессиональный статус и выступавших в чемпионате Украины по футболу. В нём представлены сведения о периоде выступлений каждого клуба в профессиональных турнирах, а также его действующий статус (профессиональный, любительский либо расформирован).

## А
| Название         | Населённый пункт | Регион (область) | Год основания | Оригинальное название       | Проф. период         | Действ. статус   | Ист.   |
| ---------------- | ---------------- | ---------------- | ------------- | --------------------------- | -------------------- | ---------------- | ------ |
| Авангард         | Жёлтые Воды      | Днепропетровская | 1956          | ФК Авангард (Жовті Води)    | 1960—1970 1993—1995  | расформирован    | [ 1 ]  |
| Авангард         | Жидачов          | Львовская        | ок. 1951      | ФК Авангард (Жидачів)       | 1992—1996            | любительский     | [ 2 ]  |
| Авангард-2       | Краматорск       | Донецкая         | 2019          | ФК Авангард-2 (Краматорськ) | 2019—2020            | расформирован    | [ 3 ]  |
| Авангард         | Мерефа           | Харьковская      | 1909          | ФК Авангард (Мерефа)        | 1996—1997            | любительский     | [ 4 ]  |
| Аверс            | Бахмач           | Черниговская     | до 1992       | ФК Аверс                    | 1997                 | расформирован    | [ 5 ]  |
| Агробизнес       | Волочиск         | Хмельницкая      | 2015          | ФК Агробізнес               | 2017—2022 2023—н. в. | профессиональный |        |
| Агротехсервис    | Сумы             | Сумская          | 1965          | ФК Агротехсервіс            | 1991—1996            | расформирован    | [ 6 ]  |
| АДВИС            | Хмельницкий      | Хмельницкая      | до 1988       | ФК АДВІС                    | 1994—1995            | расформирован    | [ 7 ]  |
| Адомс            | Кременчуг        | Полтавская       | 1998          | ЧФК Адомс                   | 1999—2001            | расформирован    | [ 8 ]  |
| Александрия      | Александрия      | Кировоградская   | 1990          | ФК Олександрія              | 1992—н. в.           | профессиональный | [ 9 ]  |
| Александрия-2    | Александрия      | Кировоградская   | 1992          | ФК Олександрія-2            | 2024—н. в.           | профессиональный |        |
| Альянс           | Липовая Долина   | Сумская          | 2016          | ФК Альянс                   | 2019—2022            | расформирован    | [ 10 ] |
| Антрацит         | Кировское        | Донецкая         | до 1992       | ФК Антрацит                 | 1992—1993            | расформирован    | [ 11 ] |
| Арсенал          | Киев             | Киев             | 1925          | ФК Арсенал (Київ)           | 2002—2013 2015—2019  | расформирован    | [ 12 ] |
| Арсенал-2        | Киев             | Киев             | 2003          | ФК Арсенал-2                | 2003—2004            | расформирован    | [ 13 ] |
| Арсенал          | Харьков          | Харьковская      | 1998          | ФК Арсенал (Харків)         | 1999—2009            | расформирован    | [ 14 ] |
| Арсенал-Киевщина | Белая Церковь    | Киевская         | 2005          | ПФК Арсенал-Київщина        | 2006—2016            | расформирован    | [ 15 ] |
| Артания          | Очаков           | Николаевская     | 1987          | ФК Артанія                  | 1991—1995            | расформирован    | [ 16 ] |
| АФСК             | Киев             | Киев             | 2017          | АФСК Київ                   | 2021—2022            | расформирован    |        |
| Аякс             | Шахтёрск         | Донецкая         | 1984          | ФК Аякс                     | 1992—1995            | любительский     | [ 17 ] |

## Б
| Название   | Населённый пункт | Регион (область)  | Год основания | Оригинальное название | Проф. период        | Действ. статус   | Ист.   |
| ---------- | ---------------- | ----------------- | ------------- | --------------------- | ------------------- | ---------------- | ------ |
| Балканы    | Заря             | Одесская          | 2007          | ФК Балкани            | 2016—2022           | расформирован    | [ 18 ] |
| Барса      | Сумы             | Сумская           | 2012          | ФК Барса              | 2015—2016           | рассформирован   | [ 19 ] |
| Бастион    | Черноморск       | Одесская          | 2005          | ФСК Бастіон           | 2008—2011           | расформирован    | [ 20 ] |
| Бережаны   | Бережаны         | Тернопольская     | 1982          | ФК Бережани           | 1992—1993 2005      | любительский     | [ 21 ] |
| Беркут     | Бедевля          | Закарпатская      | до 1997       | ФК Беркут             | 1997—1998           | расформирован    | [ 22 ] |
| Бескид     | Надворная        | Ивано-Франковская | 1927          | ФК Бескид             | 1928—1938 1993—1994 | любительский     | [ 23 ] |
| Борисфен   | Борисполь        | Киевская          | 1993          | ФК Борисфен           | 1993—1995 1997—2007 | расформирован    | [ 24 ] |
| Борисфен-2 | Борисполь        | Киевская          | 2001          | ФК Борисфен-2         | 2001—2004           | расформирован    | [ 25 ] |
| Буковина   | Черновцы         | Черновицкая       | 1952          | ФСК Буковина          | 1960—н. в.          | профессиональный | [ 26 ] |
| Бумажник   | Малин            | Житомирская       | 1923          | ФК Папірник           | 1996—2000           | расформирован    | [ 27 ] |

## В
| Название        | Населённый пункт | Регион (область) | Год основания | Оригинальное название | Проф. период         | Действ. статус   | Ист.   |
| --------------- | ---------------- | ---------------- | ------------- | --------------------- | -------------------- | ---------------- | ------ |
| Вагоностроитель | Кременчуг        | Полтавская       | до 1948       | ФК Вагонобудівник     | 1994—1995            | расформирован    | [ 28 ] |
| Васт            | Николаев         | Николаевская     | 2014          | ФК Васт               | 2022—2023            | расформирован    |        |
| ВВС             | Краматорск       | Донецкая         | 1998          | ФК ВПС                | 1998                 | расформирован    |        |
| Верес           | Ровно            | Ровненская       | 1957          | ФК Верес              | 1958—2011 2015—н. в. | профессиональный | [ 29 ] |
| Виктор          | Запорожье        | Запорожская      | 1992          | ФК Віктор             | 1993—2000            | расформирован    | [ 30 ] |
| Виктория        | Сумы             | Сумская          | 2015          | ФК Вікторія           | 2021—2022 2023—н. в. | профессиональный |        |
| Водник          | Николаев         | Николаевская     | 1946          | ФК Водник             | 2003                 | расформирован    | [ 31 ] |
| Волчанск        | Волчанск         | Харьковская      | 1992          | ФК Вовчанськ          | 2021—2022            | расформирован    |        |
| Волынь          | Луцк             | Волынская        | 1960          | ФК Волинь             | 1960—1971 1977—2022  | расформирован    | [ 32 ] |
| Волынь-2        | Луцк             | Волынская        | 2020          | ФК Волинь-2           | 2020—2021            | расформирован    |        |
| Ворскла         | Полтава          | Полтавская       | 1955          | ФК Ворскла            | 1957—н. в.           | профессиональный | [ 33 ] |
| Ворскла-2       | Полтава          | Полтавская       | 1984          | ФК Ворскла-2          | 1997—2005 2024—н. в. | расформирован    |        |
| ВПК-Агро        | Шевченковка      | Днепропетровская | 2011          | ФК ВПК-Агро           | 2019—2022            | расформирован    |        |

## Г
| Название          | Населённый пункт | Регион (область) | Год основания | Оригинальное название           | Проф. период        | Действ. статус   | Ист.   |
| ----------------- | ---------------- | ---------------- | ------------- | ------------------------------- | ------------------- | ---------------- | ------ |
| Газовик-ХГД       | Харьков          | Харьковская      | 2001          | ФК Газовик-Харківгазвидобування | 2003—2008           | расформирован    | [ 34 ] |
| Газовик-Хуртовина | Комарно          | Львовская        | 1925          | ФОК Газовик-Хуртовина           | 1992—2001           | любительский     | [ 35 ] |
| Галичина          | Дрогобыч         | Львовская        | 1989          | ФК Галичина (Дрогобич)          | 1990—2003           | расформирован    | [ 36 ] |
| Галичина          | Львов            | Львовская        | 2001          | ФК Галичина (Львів)             | 2001—2004           | расформирован    | [ 37 ] |
| Гарай             | Жолква           | Львовская        | 1992          | ФК Гарай                        | 1995—1999           | расформирован    | [ 38 ] |
| Гелиос            | Харьков          | Харьковская      | 2002          | ФК Геліос                       | 2003—2018           | расформирован    | [ 39 ] |
| Говерла           | Ужгород          | Закарпатская     | 1925          | ФК Говерла                      | 1929—1937 1954—2016 | расформирован    | [ 40 ] |
| Горняк            | Кривой Рог       | Днепропетровская | 1925          | ФК Гірник (Кривий Ріг)          | 2004—2016 2018—2020 | любительский     | [ 41 ] |
| Горняк            | Павлоград        | Днепропетровская | до 1992       | ФК Гірник (Павлоград)           | 1997—1998           | расформирован    | [ 38 ] |
| Горняк            | Ровеньки         | Луганская        | 1924          | ГФК Гірник (Ровеньки)           | 1968—1970 1994—2004 | любительский     | [ 42 ] |
| Горняк-Спорт      | Горишние Плавни  | Полтавская       | 1989          | ФК Горняк Спорт                 | 1995—н. в.          | профессиональный | [ 43 ] |

## Д
| Название   | Населённый пункт | Регион (область) | Год основания | Оригинальное название          | Проф. период        | Действ. статус   | Ист.          |
| ---------- | ---------------- | ---------------- | ------------- | ------------------------------ | ------------------- | ---------------- | ------------- |
| Десна      | Чернигов         | Черниговская     | 1960          | ФК Десна                       | 1960—1970 1977—2022 | расформирован    | [ 44 ]        |
| Десна-2    | Чернигов         | Черниговская     | 2008          | ФК Десна-2                     | 2008                | расформирован    | [ 45 ]        |
| Диназ      | Вышгород         | Киевская         | 1999          | ФК Діназ                       | 2019—н. в.          | профессиональный |               |
| Динамо     | Киев             | Киев             | 1927          | ФК Динамо (Київ)               | 1936—н. в.          | профессиональный | [ 46 ]        |
| Динамо     | Луганск          | Луганская        | 1930          | ФК Динамо (Луганськ)           | 1946—1949 1992—1995 | расформирован    | [ 47 ] [ 48 ] |
| Динамо     | Львов            | Львовская        | 1940          | ФК Динамо (Львів)              | 1999—2002           | расформирован    | [ 38 ]        |
| Динамо     | Саки             | АР Крым          | 1990          | ФК Динамо (Саки)               | 1992—1997           | расформирован    | [ 49 ]        |
| Динамо     | Славянск         | Донецкая         | до 1995       | ФК Динамо (Слов’янськ)         | 1995—1996           | расформирован    | [ 50 ]        |
| Динамо     | Хмельницкий      | Хмельницкая      | 2007          | ФК Динамо (Хмельницький)       | 2007—2013           | расформирован    | [ 51 ]        |
| Динамо-2   | Киев             | Киев             | 1946          | ФК Динамо-2 (Київ)             | 1992—2016           | расформирован    | [ 52 ]        |
| Динамо-3   | Киев             | Киев             | 1992          | ФК Динамо-3 (Київ)             | 1997—2008           | расформирован    | [ 53 ]        |
| Динамо-СКА | Одесса           | Одесская         | 1923          | ФК Динамо-СКА (Одеса)          | 1995—1998           | расформирован    | [ 54 ]        |
| Днепр      | Днепр            | Днепропетровская | 1918          | ФК Дніпро (Дніпропетровськ)    | 1936—2018           | расформирован    | [ 55 ]        |
| Днепр      | Черкассы         | Черкасская       | 1955          | ФК Дніпро (Черкаси)            | 1958—2009 2020—2022 | расформирован    | [ 56 ]        |
| Днепр-2    | Днепр            | Днепропетровская | 1965          | ФК Дніпро-2 (Дніпропетровськ)  | 1997—2004 2010—2012 | расформирован    | [ 57 ]        |
| Днепр-3    | Днепр            | Днепропетровская | 2000          | ФК Дніпро (Дніпропетровськ)    | 2000—2002           | расформирован    | [ 38 ]        |
| Днепр-1    | Днепр            | Днепропетровская | 2017          | ФК Дніпро-1                    | 2017—2024           | расформирован    |               |
| Днепр-75   | Днепр            | Днепропетровская | 2007          | ФК Дніпро-75 (Дніпропетровськ) | 2008—2010           | расформирован    | [ 58 ]        |
| Днестр     | Залещики         | Тернопольская    | до 1992       | ФК Дністер (Заліщики)          | 1992—1995           | любительский     | [ 59 ]        |
| Днестр     | Овидиополь       | Одесская         | 1947          | ФК Дністер (Овідіополь)        | 2001—2011           | расформирован    | [ 60 ]        |
| Дружба     | Бердянск         | Запорожская      | до 1991       | ФК Дружба (Бердянськ)          | 1992—1996           | расформирован    | [ 61 ]        |
| Дружба     | Мировка          | Киевская         | 1961          | ФК Дружба (Мирівка)            | 2023—2024           | расформирован    |               |

## Е
| Название | Населённый пункт | Регион (область) | Год основания | Оригинальное название | Проф. период | Действ. статус | Ист.   |
| -------- | ---------------- | ---------------- | ------------- | --------------------- | ------------ | -------------- | ------ |
| Еднисть  | Плиски           | Черниговская     | 2001          | ФК Єдність            | 2005—2013    | любительский   | [ 62 ] |

## Ж
| Название  | Населённый пункт | Регион (область) | Год основания | Оригинальное название | Проф. период | Действ. статус | Ист.   |
| --------- | ---------------- | ---------------- | ------------- | --------------------- | ------------ | -------------- | ------ |
| Жемчужина | Одесса           | Одесская         | 2013          | ФК Жемчужина          | 2016—2018    | расформирован  | [ 63 ] |
| Жемчужина | Ялта             | АР Крым          | 2010          | ФК Жемчужина          | 2012—2013    | расформирован  | [ 64 ] |
| Житомир   | Житомир          | Житомирская      | 2005          | МФК Житомир           | 2005—2006    | расформирован  | [ 65 ] |
| Житычи    | Житомир          | Житомирская      | 2005          | ОФК Житичі            | 2005—2006    | расформирован  | [ 66 ] |

## З
| Название     | Населённый пункт | Регион (область) | Год основания | Оригинальное название | Проф. период        | Действ. статус   | Ист.   |
| ------------ | ---------------- | ---------------- | ------------- | --------------------- | ------------------- | ---------------- | ------ |
| Закарпатье-2 | Ужгород          | Закарпатская     | 2001          | ФК Закарпаття-2       | 2001—2002           | расформирован    | [ 67 ] |
| Заря         | Луганск          | Луганская        | 1923          | ФК Зоря               | 1957—н. в.          | профессиональный | [ 68 ] |
| Звезда       | Кропивницкий     | Кировоградская   | 1911          | ФК Зірка              | 1958—2006 2008—2018 | любительский     | [ 69 ] |
| Звезда-2     | Кропивницкий     | Кировоградская   | до 1997       | ФК Зірка-2            | 1997—2000           | любительский     | [ 70 ] |
| Звягель      | Звягель          | Житомирская      | 1993          | ФК Звягель            | 2022—2024           | расформирован    |        |

## И
| Название    | Населённый пункт | Регион (область) | Год основания | Оригинальное название | Проф. период        | Действ. статус   | Ист.   |
| ----------- | ---------------- | ---------------- | ------------- | --------------------- | ------------------- | ---------------- | ------ |
| ИгроСервис  | Симферополь      | АР Крым          | 2000          | ФК ІгроСервіс         | 2001—2009           | расформирован    | [ 71 ] |
| Иква        | Млынов           | Ровненская       | до 2003       | ФК Іква               | 2003—2004           | расформирован    | [ 72 ] |
| Ильичёвец-2 | Мариуполь        | Донецкая         | 1996          | ФК Іллічівець-2       | 2000—2012 2016—2017 | расформирован    | [ 38 ] |
| Ингулец     | Петрово          | Кировоградская   | 2013          | ФК Інгулець           | 2015—н. в.          | профессиональный | [ 73 ] |
| Ингулец-2   | Петрово          | Кировоградская   | 2016          | ФК Інгулець-2         | 2016—2018           | расформирован    | [ 73 ] |
| Интер       | Боярка           | Киевская         | до 1992       | ФК Інтер (Боярка)     | 1993—2007           | расформирован    | [ 74 ] |

## К
| Название      | Населённый пункт | Регион (область)  | Год основания | Оригинальное название    | Проф. период                            | Действ. статус   | Ист.   |
| ------------- | ---------------- | ----------------- | ------------- | ------------------------ | --------------------------------------- | ---------------- | ------ |
| Калуш         | Калуш            | Ивано-Франковская | 1947          | ГО ФК Калуш              | 1995—2004 2018—2020                     | любительский     | [ 75 ] |
| Карловка      | Карловка         | Полтавская        | 2011          | ФК Карлівка              | 2012—2014                               | расформирован    | [ 76 ] |
| Карпаты       | Галич            | Ивано-Франковская | 1949          | ФК Карпати (Галич)       | 2020—2022                               | расформирован    |        |
| Карпаты       | Львов            | Львовская         | 1963          | ФК Карпати (Львів)       | 1963—2021                               | расформирован    | [ 77 ] |
| Карпаты       | Львов            | Львовская         | 2020          | ФК Карпати (Львів)       | 2021—н. в.                              | профессиональный |        |
| Карпаты       | Мукачево         | Закарпатская      | 1948          | ФК Карпати (Мукачеве)    | 1948—1949 1969—1970 1991—1998           | расформирован    | [ 78 ] |
| Карпаты-2     | Львов            | Львовская         | 1997          | ФК Карпати-2 (Львів)     | 1997—2010                               | расформирован    | [ 79 ] |
| Карпаты-2     | Львов            | Львовская         | 2022          | ФК Карпати-2 (Львів)     | 2023—2024                               | расформирован    |        |
| Кафа-Голеадор | Феодосия         | АР Крым           | до 1992       | ФК Кафа-Голеадор         | 1992—1993                               | любительский     | [ 49 ] |
| Каховка       | Каховка          | Херсонская        | до 1992       | СК Каховка               | 1992—1996                               | любительский     | [ 80 ] |
| Керамик       | Барановка        | Житомирская       | до 1990       | ФК Керамік               | 1994—1996                               | любительский     | [ 81 ] |
| Княжа         | Счастливое       | Киевская          | 2005          | ФК Княжа                 | 2005—2008                               | расформирован    | [ 82 ] |
| Княжа-2       | Счастливое       | Киевская          | 2008          | ФК Княжа-2               | 2008—2009                               | расформирован    | [ 25 ] |
| Ковель-Волынь | Ковель           | Волынская         | до 2001       | ФК Ковель-Волинь         | 2001—2003                               | любительский     | [ 83 ] |
| Колос         | Ковалёвка        | Киевская          | 2012          | ФК Колос                 | 2015—н. в.                              | профессиональный | [ 84 ] |
| Колос-2       | Ковалёвка        | Киевская          | 2024          | ФК Колос-2               | 2024—н. в.                              | профессиональный |        |
| Коммунальник  | Луганск          | Луганская         | 2007          | ФК Комунальник           | 2007—2008                               | расформирован    | [ 85 ] |
| Коростень     | Коростень        | Житомирская       | 2001          | ФК Коростень             | 2007—2008                               | расформирован    | [ 86 ] |
| Космос        | Павлоград        | Днепропетровская  | 1973          | ФК Космос                | 1980—1996                               | расформирован    | [ 83 ] |
| Краматорск    | Краматорск       | Донецкая          | 1955          | ФК Краматорськ           | 1938—1946 1961—1970 2011—2014 2015—2022 | расформирован    | [ 3 ]  |
| Красилов      | Красилов         | Хмельницкая       | 2000          | ФК Красилів              | 2000—2004                               | расформирован    | [ 13 ] |
| Кремень       | Кременчуг        | Полтавская        | 1959          | ФК Кремінь               | 1963—1969 1988—2000 2005—н. в.          | профессиональный | [ 87 ] |
| Кремень-2     | Кременчуг        | Полтавская        | 2022          | ФК Кремінь-2             | 2022—2024                               | расформирован    | [ 87 ] |
| Кривбасс      | Кривой Рог       | Днепропетровская  | 1959          | ФК Кривбас               | 1959—2013 2020—н. в.                    | профессиональный | [ 88 ] |
| Кривбасс-2    | Кривой Рог       | Днепропетровская  | 1998          | ФК Кривбас-2             | 1998—2001 2003—2006                     | расформирован    | [ 83 ] |
| Кристалл      | Александрия      | Кировоградская    | 2004          | ФК Кристал (Олександрія) | 2004—2006                               | расформирован    | [ 85 ] |
| Кристалл      | Херсон           | Херсонская        | 1961          | ФК Кристал (Херсон)      | 1976—2006 2011—2017 2018—2022           | расформирован    | [ 89 ] |
| Крымтеплица   | Молодёжное       | АР Крым           | 1999          | ФК Кримтеплиця           | 2003—2013                               | любительский     | [ 90 ] |
| Кудровка      | Кудровка         | Черниговская      | 1982          | ФК Кудрівка              | 2023—н. в.                              | профессиональный |        |
| Кудровка-Нива | Бузовая          | Киевская          | 1980          | ФК Нива (Бузова)         | 2022—2024                               | расформирован    |        |
| Куликов-Белка | Куликов          | Львовская         | 2008          | ФК Куликів—Білка         | 2024—н. в.                              | профессиональный |        |

## Л
| Название    | Населённый пункт | Регион (область) | Год основания | Оригинальное название   | Проф. период         | Действ. статус   | Ист.   |
| ----------- | ---------------- | ---------------- | ------------- | ----------------------- | -------------------- | ---------------- | ------ |
| Лада        | Черновцы         | Черновицкая      | до 1992       | ФК Лада                 | 1994—1995            | расформирован    | [ 91 ] |
| Левый берег | Киев             | Киев             | 2017          | ФК Лівий берег          | 2021—2022 2023—н. в. | профессиональный |        |
| ЛНЗ         | Черкассы         | Черкасская       | 2006          | ФК ЛНЗ                  | 2021—н. в.           | профессиональный |        |
| Локомотив   | Двуречная        | Харьковская      | 2006          | ФК Локомотив (Дворічна) | 2006                 | расформирован    | [ 80 ] |
| Локомотив   | Киев             | Киев             | 1919          | ФК Локомотив (Київ)     | 1936—1947 2023—н. в. | профессиональный |        |
| Локомотив   | Смела            | Черкасская       | до 1994       | ФК Локомотив (Сміла)    | 1996—1999            | расформирован    | [ 13 ] |
| Лубны       | Лубны            | Полтавская       | 1985          | ФК Лубни                | 1994—1995            | любительский     | [ 38 ] |
| Львов       | Львов            | Львовская        | 1992          | ФК Львів                | 1993—2001            | расформирован    | [ 79 ] |
| Львов       | Львов            | Львовская        | 2006          | ФК Львів                | 2006—2012 2017—2023  | расформирован    | [ 92 ] |
| Львов-2     | Львов            | Львовская        | 2008          | ФК Львів-2              | 2008—2010            | расформирован    | [ 79 ] |
| Любомир     | Ставище          | Киевская         | 2004          | ФК Любомир              | 2021—2022            | расформирован    |        |

## М
| Название         | Населённый пункт | Регион (область)  | Год основания | Оригинальное название       | Проф. период        | Действ. статус   | Ист.   |
| ---------------- | ---------------- | ----------------- | ------------- | --------------------------- | ------------------- | ---------------- | ------ |
| Мариуполь        | Мариуполь        | Донецкая          | 1960          | ФК Маріуполь                | 1960—2022           | расформирован    | [ 93 ] |
| Мариуполь        | Мариуполь        | Донецкая          | 2007          | ФСК Маріуполь               | 2020—н. в.          | профессиональный |        |
| Машиностроитель  | Дружковка        | Донецкая          | до 1999       | ФК Машинобудівник           | 1999—2002           | расформирован    | [ 25 ] |
| Маяк             | Харьков          | Харьковская       | 1958          | ФК Маяк                     | 1982—1993           | любительский     | [ 38 ] |
| Медик            | Моршин           | Львовская         | до 1993       | ФК Медик                    | 1993—1994           | расформирован    | [ 94 ] |
| Металлист        | Харьков          | Харьковская       | 1925          | ФК Металіст                 | 1956—2016           | расформирован    | [ 95 ] |
| Металлист        | Харьков          | Харьковская       | 2020          | ФК Металіст                 | 2020—н. в.          | профессиональный |        |
| Металлист 1925   | Харьков          | Харьковская       | 2016          | ФК Металіст 1925            | 2017—н. в.          | профессиональный |        |
| Металлист 1925-2 | Харьков          | Харьковская       | 2024          | ФК Металіст 1925-2          | 2024—н. в.          | профессиональный |        |
| Металлург        | Донецк           | Донецкая          | 1996          | ФК Металург (Донецьк)       | 1996—2015           | расформирован    | [ 96 ] |
| Металлург-2      | Донецк           | Донецкая          | 1996          | ФК Металург-2 (Донецьк)     | 1997—1998 2001—2004 | расформирован    | [ 25 ] |
| Металлург        | Запорожье        | Запорожская       | 1935          | ФК Металург (Запоріжжя)     | 1953—2018           | расформирован    | [ 97 ] |
| Металлург        | Запорожье        | Запорожская       | 2017          | МФК Металург                | 2018—н. в.          | профессиональный |        |
| Металлург-2      | Запорожье        | Запорожская       | 1998          | ФК Металург-2 (Запоріжжя)   | 1998—2012           | расформирован    | [ 67 ] |
| Металлург-2      | Запорожье        | Запорожская       | 2018          | ФК Металург-2 (Запоріжжя)   | 2022—2023           | расформирован    |        |
| Металлург        | Комсомольское    | Донецкая          | до 1997       | ФК Металург (Комсомольске)  | 1997—1998           | расформирован    | [ 25 ] |
| Металлург        | Новомосковск     | Днепропетровская  | до 1994       | ФК Металург (Новомосковськ) | 1994—1999           | расформирован    | [ 83 ] |
| Меховик          | Тысменица        | Ивано-Франковская | 1958          | ФК Хутровик                 | 1993—1998           | расформирован    | [ 25 ] |
| Минай            | Минай            | Закарпатская      | 2015          | ФК Минай                    | 2018—н. в.          | профессиональный |        |
| Мир              | Горностаевка     | Херсонская        | 1994          | ФК Мир                      | 2011—2014 2015—2019 | расформирован    | [ 98 ] |
| Миргород         | Миргород         | Полтавская        | до 1996       | ФК Миргород                 | 1996—2000           | любительский     | [ 99 ] |
| Молния           | Северодонецк     | Луганская         | 2000          | ФК Молнія                   | 2004—2005           | расформирован    | [ 85 ] |
| Мункач           | Мукачево         | Закарпатская      | 2005          | ФК Мункач                   | 2021—2022           | расформирован    |        |

## Н
| Название          | Населённый пункт | Регион (область)  | Год основания | Оригинальное название | Проф. период                   | Действ. статус   | Ист.    |
| ----------------- | ---------------- | ----------------- | ------------- | --------------------- | ------------------------------ | ---------------- | ------- |
| Нафком            | Бровары          | Киевская          | 2001          | ФК Нафком             | 2001—2009                      | расформирован    | [ 100 ] |
| Нефтехимик        | Кременчуг        | Полтавская        | 1991          | ФК Нафтохімік         | 1992—1996                      | любительский     | [ 99 ]  |
| Нефтяник          | Долина           | Ивано-Франковская | 1997          | ФК Нафтовик           | 1997—2008                      | любительский     | [ 25 ]  |
| Нефтяник-Укрнефть | Ахтырка          | Сумская           | 1980          | ФК Нафтовик-Укрнафта  | 1986—2018                      | любительский     | [ 101 ] |
| Нива              | Бершадь          | Винницкая         | 1996          | ФК Нива (Бершадь)     | 1996—1998 2004—2006            | расформирован    | [ 83 ]  |
| Нива              | Винница          | Винницкая         | 1958          | ФК Нива (Вінниця)     | 1958—2005 2007—2012 2016—н. в. | профессиональный | [ 102 ] |
| Нива-2            | Винница          | Винницкая         | 1965          | ФК Нива-2 (Вінниця)   | 1999—2000 2005                 | расформирован    | [ 103 ] |
| Нива              | Тернополь        | Тернопольская     | 1978          | ФК Нива (Тернопіль)   | 1983—2016 2017—н. в.           | профессиональный | [ 104 ] |
| Нива-Космос       | Мироновка        | Киевская          | 1992          | ФК Нива-Космос        | 1992—1996                      | расформирован    | [ 25 ]  |
| Николаев          | Николаев         | Львовская         | до 1997       | ФК Миколаїв           | 1997—2002                      | любительский     | [ 38 ]  |
| Николаев          | Николаев         | Николаевская      | 1920          | МФК Миколаїв          | 1936—2022                      | расформирован    | [ 105 ] |
| Николаев-2        | Николаев         | Николаевская      | 1993          | МФК Миколаїв-2        | 2017—2021                      | расформирован    |         |
| Никополь          | Никополь         | Днепропетровская  | 2009          | ФК Нікополь           | 2011—2022                      | расформирован    | [ 106 ] |

## О
| Название  | Населённый пункт | Регион (область) | Год основания | Оригинальное название   | Проф. период                  | Действ. статус   | Ист.    |
| --------- | ---------------- | ---------------- | ------------- | ----------------------- | ----------------------------- | ---------------- | ------- |
| Оболонь   | Киев             | Киев             | 1992          | ФК Оболонь              | 1993—2013                     | расформирован    | [ 107 ] |
| Оболонь-2 | Киев             | Киев             | 1998          | ФК Оболонь-2            | 1999—2000 2001—2013           | расформирован    | [ 13 ]  |
| Оболонь   | Киев             | Киев             | 2013          | ФК Оболонь              | 2013—н. в.                    | профессиональный | [ 108 ] |
| Оболонь-2 | Буча             | Киевская         | 2014          | ФК Оболонь-2            | 2019—2021                     | расформирован    | [ 108 ] |
| Одесса    | Одесса           | Одесская         | 1944          | СК Одеса                | 1958—1971 1976—1999           | расформирован    | [ 109 ] |
| Одесса    | Одесса           | Одесская         | 2011          | ФК Одеса                | 2011—2013                     | расформирован    | [ 110 ] |
| Океан     | Керчь            | АР Крым          | 1938          | ФК Океан                | 1963—1969 1979—1995 1996—1997 | расформирован    | [ 111 ] |
| Олимпик   | Донецк           | Донецкая         | 2001          | ФК Олімпік (Донецьк)    | 2004—2022                     | расформирован    | [ 112 ] |
| Олимпик   | Кропивницкий     | Кировоградская   | 2000          | ФК Олімпік (Кіровоград) | 2007—2008                     | любительский     | [ 85 ]  |
| Олком     | Мелитополь       | Запорожская      | 1991          | ФК Олком                | 1992—2011                     | расформирован    | [ 67 ]  |
| Ольховцы  | Ольховцы         | Закарпатская     | 1969          | ФК Вільхівці            | 2024—н. в.                    | профессиональный |         |
| Оскол     | Купянск          | Харьковская      | 1992          | ФК Оскіл                | 1993—2002                     | расформирован    | [ 80 ]  |

## П
| Название      | Населённый пункт | Регион (область)  | Год основания | Оригинальное название | Проф. период                   | Действ. статус   | Ист.    |
| ------------- | ---------------- | ----------------- | ------------- | --------------------- | ------------------------------ | ---------------- | ------- |
| Пальмира      | Одесса           | Одесская          | 1999          | ФК Пальміра           | 2003—2005                      | расформирован    | [ 113 ] |
| Перемога      | Днепр            | Днепропетровская  | 2017          | ФК Перемога           | 2020—2022                      | расформирован    |         |
| Подолье       | Хмельницкий      | Хмельницкая       | 1951          | ФК Поділля            | 1960—2007 2016—2022 2023—н. в. | профессиональный | [ 114 ] |
| Покутье       | Коломыя          | Ивано-Франковская | 1982          | ФК Покуття            | 1996—1998                      | любительский     | [ 115 ] |
| Полесье       | Житомир          | Житомирская       | 1959          | ФК Полісся            | 1960—2004 2017—н. в.           | профессиональный | [ 116 ] |
| Полесье-2     | Житомир          | Житомирская       | 2024          | ФК Полісся-2          | 2024—н. в.                     | профессиональный |         |
| Полтава       | Полтава          | Полтавская        | 2007          | ФК Полтава            | 2007—2018                      | расформирован    | [ 117 ] |
| Полтава       | Полтава          | Полтавская        | 2011          | СК Полтава            | 2021—н. в.                     | профессиональный |         |
| Портовик      | Черноморск       | Одесская          | 1962          | ФК Портовик           | 1995—2002                      | расформирован    | [ 118 ] |
| Прикарпатье   | Ивано-Франковск  | Ивано-Франковская | 1998          | ФК Прикарпаття        | 2016—н. в.                     | профессиональный | [ 119 ] |
| Прикарпатье   | Ивано-Франковск  | Ивано-Франковская | 2004          | ФСК Прикарпаття       | 2004—2012                      | расформирован    | [ 120 ] |
| Прикарпатье-2 | Ивано-Франковск  | Ивано-Франковская | 1999          | ФК Прикарпаття-2      | 1999—2001                      | расформирован    | [ 25 ]  |
| Пробий        | Городенка        | Ивано-Франковская | 1924          | ФК Пробій             | 2024—н. в.                     | профессиональный |         |
| Прометей      | Днепродзержинск  | Днепропетровская  | 1991          | ФК Прометей           | 1992—1993 1995—1996            | расформирован    | [ 121 ] |

## Р
| Название    | Населённый пункт | Регион (область)  | Год основания | Оригинальное название | Проф. период | Действ. статус   | Ист.    |
| ----------- | ---------------- | ----------------- | ------------- | --------------------- | ------------ | ---------------- | ------- |
| Рава        | Рава-Русская     | Львовская         | 2001          | ФК Рава               | 2003—2006    | расформирован    | [ 79 ]  |
| Реал        | Одесса           | Одесская          | 2002          | ФК Реал               | 2004—2005    | расформирован    | [ 122 ] |
| Реал Фарма  | Одесса           | Одесская          | 2000          | ФК Реал Фарма         | 2011—н. в.   | профессиональный | [ 123 ] |
| Ревера 1908 | Ивано-Франковск  | Ивано-Франковская | 2020          | ФК Ревера 1908        | 2024—н. в.   | профессиональный |         |
| Рубикон     | Киев             | Киевская          | 2017          | ФК Рубікон            | 2020—2023    | расформирован    | [ 25 ]  |
| Рось        | Белая Церковь    | Киевская          | 1983          | ФК Рось               | 1984—2009    | расформирован    | [ 25 ]  |
| Рух         | Львов            | Львовская         | 2003          | ФК Рух                | 2016—н. в.   | профессиональный | [ 124 ] |
| Рух-2       | Львов            | Львовская         | 2021          | ФК Рух-2              | 2023—н. в.   | профессиональный |         |

## С
| Название         | Населённый пункт | Регион (область)  | Год основания | Оригинальное название         | Проф. период                            | Действ. статус   | Ист.    |
| ---------------- | ---------------- | ----------------- | ------------- | ----------------------------- | --------------------------------------- | ---------------- | ------- |
| Самбор           | Самбор           | Львовская         | 1931          | ФК Самбір                     | 1992—1994                               | любительский     | [ 38 ]  |
| Самбор-Нива-2    | Самбор           | Львовская         | 1924          | ФК Самбір-Нива-2              | 2024—н. в.                              | профессиональный |         |
| СДЮШОР-Металлург | Запорожье        | Запорожская       | до 2000       | ФК СДЮШОР-Металург            | 2000—2001                               | любительский     | [ 67 ]  |
| Севастополь      | Севастополь      | Севастополь       | 2002          | ФК Севастополь                | 2002—2014                               | расформирован    | [ 125 ] |
| Севастополь-2    | Севастополь      | Севастополь       | 2004          | ФК Севастополь-2              | 2008—2009 2011—2013                     | расформирован    | [ 13 ]  |
| Силур            | Харцызск         | Донецкая          | до 1992       | ФК Сілур                      | 1992—1994                               | расформирован    | [ 126 ] |
| Система-КХП      | Черняхов         | Житомирская       | до 2002       | ФК Система-КХП                | 2002—2003                               | расформирован    | [ 67 ]  |
| СКА              | Одесса           | Одесская          | 2011          | СКА (Одеса)                   | 2012—2013                               | расформирован    | [ 127 ] |
| СКА-Лотто        | Одесса           | Одесская          | 1995          | СКА-Лотто                     | 1997—1998                               | расформирован    | [ 128 ] |
| СКА-Орбита       | Львов            | Львовская         | 2000          | СКА-Орбіта                    | 2001—2002                               | расформирован    | [ 79 ]  |
| СКАД-Ялпуг       | Болград          | Одесская          | до 2011       | СКАД-Ялпуг                    | 2011—2012                               | расформирован    | [ 129 ] |
| Скала 1911       | Стрый            | Львовская         | 1911          | ФК Скала 1911                 | 1992—1996 2001—2006 2023—н. в.          | профессиональный | [ 130 ] |
| Скала            | Стрый            | Львовская         | 2004          | ФК Скала                      | 2009—2018                               | расформирован    | [ 131 ] |
| Скифы            | Львов            | Львовская         | до 1994       | ФК Скіфи                      | 1994—1995                               | расформирован    | [ 79 ]  |
| Скорук           | Томаковка        | Днепропетровская  | 2000          | ФК Скорук                     | 2021—2023                               | расформирован    |         |
| Славутич         | Славутич         | Киевская          | 1994          | ФК Славутич                   | 1994—1998                               | расформирован    | [ 25 ]  |
| Славянец         | Конотоп          | Сумская           | до 1997       | ФК Слов’янець                 | 1997—1998                               | расформирован    | [ 67 ]  |
| Сокол            | Золочев          | Львовская         | 1976          | ФК Сокіл                      | 2000—2003                               | любительский     | [ 79 ]  |
| Спартак          | Ивано-Франковск  | Ивано-Франковская | 1940          | ФК Спартак (Івано-Франківськ) | 1955—2007                               | расформирован    | [ 38 ]  |
| Спартак          | Сумы             | Сумская           | 1998          | ФК Спартак (Суми)             | 1999—2007                               | расформирован    | [ 132 ] |
| Спортинвест      | Кривой Рог       | Днепропетровская  | до 1995       | ФК Спортінвест                | 1995—1996                               | расформирован    | [ 38 ]  |
| Сталь            | Алчевск          | Луганская         | 1935          | ФК Сталь (Алчевськ)           | 1963—1970 1991—2014                     | расформирован    | [ 133 ] |
| Сталь-2          | Алчевск          | Луганская         | до 2000       | ФК Сталь-2                    | 2000—2002                               | расформирован    | [ 85 ]  |
| Сталь            | Каменское        | Днепропетровская  | 1926          | ФК Сталь (Дніпродзержинськ)   | 1979—1985 2001—2018                     | расформирован    | [ 134 ] |
| Стаханов         | Стаханов         | Луганская         | 1936          | ФК Стаханов                   | 1948—1949 1957—1973 1980—1986 1991—1999 | расформирован    | [ 85 ]  |
| Судостроитель    | Николаев         | Николаевская      | 2016          | ПФК Суднобудівник             | 2016—2018                               | расформирован    | [ 135 ] |
| Сумы             | Сумы             | Сумская           | 2008          | ПФК Суми                      | 2008—2018                               | расформирован    | [ 136 ] |
| Сумы             | Сумы             | Сумская           | 2016          | ФК Суми                       | 2021—2022                               | расформирован    |         |
| Сурож            | Судак            | АР Крым           | до 1993       | ФК Сурож                      | 1993—1994                               | расформирован    | [ 49 ]  |

## Т
| Название           | Населённый пункт      | Регион (область)  | Год основания | Оригинальное название    | Проф. период         | Действ. статус   | Ист.    |
| ------------------ | --------------------- | ----------------- | ------------- | ------------------------ | -------------------- | ---------------- | ------- |
| Таврия             | Новотроицкое          | Херсонская        | до 1992       | ФК Таврія (Новотроїцьке) | 1994—1995            | любительский     | [ 137 ] |
| Таврия             | Симферополь           | АР Крым           | 1958          | ФК Таврія (Сімферополь)  | 1958—2014 2017—2022  | расформирован    | [ 138 ] |
| Темп               | Шепетовка             | Хмельницкая       | 1990          | ФК Темп                  | 1991—1995            | расформирован    | [ 38 ]  |
| Тернополь          | Тернополь             | Тернопольская     | 2000          | ФК Тернопіль             | 2000—2002 2012—2017  | расформирован    | [ 139 ] |
| Техно-Центр        | Рогатин               | Ивано-Франковская | 1998          | ФК Техно-Центр           | 2001—2005            | расформирован    | [ 25 ]  |
| Тирас-2500         | Белгород-Днестровский | Одесская          | ок. 1950      | ФК Тірас-2500            | 1994—1996            | любительский     | [ 140 ] |
| Титан              | Армянск               | АР Крым           | 1964          | ФК Титан (Армянськ)      | 1992—2014            | расформирован    | [ 141 ] |
| Титан              | Донецк                | Донецкая          | 2002          | ФК Титан (Донецьк)       | 2007—2009            | расформирован    | [ 142 ] |
| Торпедо            | Запорожье             | Запорожская       | 1982          | ФК Торпедо (Запоріжжя)   | 1985—1999 2000—2002  | расформирован    | [ 38 ]  |
| Трансимпекс-Рось-2 | Терезино              | Киевская          | до 1994       | ФК Трансімпекс-Рось-2    | 1994—1995            | расформирован    | [ 25 ]  |
| Тростянец          | Тростянец             | Сумская           | 2015          | ФК Тростянець            | 2021—2022 2023—н. в. | профессиональный |         |

## У
| Название   | Населённый пункт     | Регион (область) | Год основания | Оригинальное название  | Проф. период         | Действ. статус   | Ист.    |
| ---------- | -------------------- | ---------------- | ------------- | ---------------------- | -------------------- | ---------------- | ------- |
| Уголёк     | Мирноград (Димитров) | Донецкая         | 1965          | ФК Угольок (Мирноград) | 2002—2005            | любительский     | [ 143 ] |
| Ужгород    | Ужгород              | Закарпатская     | 2015          | ФК Ужгород             | 2019—2022 2024—н. в. | профессиональный |         |
| УкрАгроКом | Головковка           | Кировоградская   | 2008          | ПФК УкрАгроКом         | 2011—2014            | расформирован    | [ 144 ] |

## Ф
| Название          | Населённый пункт | Регион (область) | Год основания | Оригинальное название | Проф. период        | Действ. статус | Ист.    |
| ----------------- | ---------------- | ---------------- | ------------- | --------------------- | ------------------- | -------------- | ------- |
| Факел             | Варва            | Черниговская     | 1963          | ФК Факел              | 1996—1998           | расформирован  | [ 145 ] |
| Феникс-Ильичёвец  | Калинино         | АР Крым          | 2000          | ФК Фенікс-Іллічовець  | 2006—2010           | расформирован  | [ 49 ]  |
| Фетровик          | Хуст             | Закарпатская     | до 1992       | ФК Фетровик           | 1992—1995           | расформирован  | [ 38 ]  |
| Фортуна           | Шаргород         | Винницкая        | до 1997       | ФК Фортуна            | 1997—1998           | расформирован  | [ 83 ]  |
| Фрунзенец-Лига-99 | Сумы             | Сумская          | 1960          | ФК Фрунзенець-Ліга-99 | 1960—1983 2000—2002 | расформирован  | [ 72 ]  |

## Х
| Название  | Населённый пункт | Регион (область) | Год основания | Оригинальное название       | Проф. период        | Действ. статус | Ист.   |
| --------- | ---------------- | ---------------- | ------------- | --------------------------- | ------------------- | -------------- | ------ |
| Харьков   | Харьков          | Харьковская      | 2005          | ФК Харків                   | 2005—2010           | расформирован  | [ 38 ] |
| Харьков-2 | Харьков          | Харьковская      | 2005          | ФК Харків-2                 | 2005—2006           | расформирован  | [ 80 ] |
| Химик     | Красноперекопск  | АР Крым          | 1951          | ФК Хімік (Красноперекопськ) | 2005—2008           | расформирован  | [ 49 ] |
| Химик     | Северодонецк     | Луганская        | 1949          | ФК Хімік (Сєвєродонецьк)    | 1960—1973 1991—1998 | расформирован  | [ 85 ] |
| Хуст      | Хуст             | Закарпатская     | 2019          | ФК Хуст                     | 2022—2024           | расформирован  |        |

## Ц
| Название | Населённый пункт | Регион (область) | Год основания | Оригинальное название | Проф. период        | Действ. статус | Ист.   |
| -------- | ---------------- | ---------------- | ------------- | --------------------- | ------------------- | -------------- | ------ |
| ЦСКА     | Киев             | Киев             | 1934          | ФК ЦСКА               | 1946—1987 1990—2010 | расформирован  | [ 38 ] |
| ЦСКА-2   | Киев             | Киев             | 1996          | ФК ЦСКА-2             | 1996—2001           | расформирован  | [ 13 ] |

## Ч
| Название     | Населённый пункт           | Регион (область)  | Год основания | Оригинальное название | Проф. период                                 | Действ. статус   | Ист.    |
| ------------ | -------------------------- | ----------------- | ------------- | --------------------- | -------------------------------------------- | ---------------- | ------- |
| Чайка        | Севастополь                | Севастополь       | 1936          | ФК Чайка              | 1949 1964—1967 1971—1996 1997—2000 2001—2002 | расформирован    | [ 13 ]  |
| Чайка        | Петропавловская Борщаговка | Киевская          | 2008          | ФК Чайка              | 2018—н. в.                                   | профессиональный |         |
| Черкащина    | Черкассы                   | Черкасская        | 2010          | ФК Черкащина          | 2011—2021                                    | расформирован    | [ 146 ] |
| Черкассы-2   | Черкассы                   | Черкасская        | 2000          | ФК Черкаси-2          | 2000—2001                                    | расформирован    | [ 13 ]  |
| Чернигов     | Чернигов                   | Черниговская      | 2003          | ФК Чернігів           | 2020—н. в.                                   | профессиональный |         |
| Черногора    | Ивано-Франковск            | Ивано-Франковская | 2001          | ФК Чорногора          | 2001—2006                                    | расформирован    | [ 25 ]  |
| Черноморец   | Одесса                     | Одесская          | 1936          | ФК Чорноморець        | 1936—1950 1953—н. в.                         | профессиональный | [ 147 ] |
| Черноморец   | Севастополь                | Севастополь       | 1994          | ФК Чорноморець        | 1997—2000                                    | расформирован    |         |
| Черноморец-2 | Одесса                     | Одесская          | 1992          | ФК Чорноморець-2      | 1992—1995 1999—2004 2019—2020                | расформирован    | [ 148 ] |
| Чортков      | Чортков                    | Тернопольская     | 1946          | ФК Чортків            | 1992—1998                                    | любительский     | [ 72 ]  |

## Ш
| Название | Населённый пункт | Регион (область) | Год основания | Оригинальное название    | Проф. период                                 | Действ. статус   | Ист.    |
| -------- | ---------------- | ---------------- | ------------- | ------------------------ | -------------------------------------------- | ---------------- | ------- |
| Шахтёр   | Горловка         | Донецкая         | 1913          | ФК Шахтар (Горлівка)     | 1936 1959—1987 1992—1993 1994—1995 1998—2000 | расформирован    | [ 149 ] |
| Шахтёр   | Донецк           | Донецкая         | 1936          | ФК Шахтар (Донецьк)      | 1936—н. в.                                   | профессиональный | [ 150 ] |
| Шахтёр-2 | Донецк           | Донецкая         | 1949          | ФК Шахтар-2 (Донецьк)    | 1992—2006                                    | расформирован    | [ 25 ]  |
| Шахтёр-3 | Донецк           | Донецкая         | 2000          | ФК Шахтар-3 (Донецьк)    | 2000—2015                                    | расформирован    | [ 25 ]  |
| Шахтёр   | Луганск          | Луганская        | 1977          | ФК Шахтар (Луганск)      | 2002—2003                                    | расформирован    | [ 151 ] |
| Шахтёр   | Макеевка         | Донецкая         | 1981          | ФК Шахтар (Макіївка)     | 1992—1999                                    | расформирован    | [ 25 ]  |
| Шахтёр   | Свердловск       | Луганская        | 1939          | ПФК Шахтар (Свердловськ) | 1968—1970 1995—1996 2007—2014                | расформирован    | [ 152 ] |

## Э
| Название             | Населённый пункт   | Регион (область)  | Год основания | Оригинальное название               | Проф. период        | Действ. статус   | Ист.    |
| -------------------- | ------------------ | ----------------- | ------------- | ----------------------------------- | ------------------- | ---------------- | ------- |
| Электрометаллург-НЗФ | Никополь           | Днепропетровская  | 1972          | ФК Електрометалург-НЗФ              | 1976—2005           | расформирован    | [ 83 ]  |
| Электрон             | Ромны              | Сумская           | до 1992       | ФК Електрон                         | 1992—1994 1997—2004 | расформирован    | [ 72 ]  |
| Энергетик            | Бурштын            | Ивано-Франковская | 1948          | ФК Енергетик                        | 1998—2012           | расформирован    | [ 153 ] |
| Энергия              | Николаев           | Николаевская      | 2011          | СК Енергія (Миколаїв)               | 2013—2014           | расформирован    | [ 154 ] |
| Энергия              | Новая Каховка      | Херсонская        | 1952          | ФК Енергія (Нова Каховка)           | 1967—1970 2010—2022 | расформирован    | [ 155 ] |
| Энергия              | Южноукраинск       | Николаевская      | 1990          | ФК Енергія (Южноукраїнськ)          | 1995—2008           | расформирован    | [ 99 ]  |
| Эпицентр             | Каменец-Подольский | Хмельницкая       | 1960          | ФК Епіцентр (Кам’янець-Подільський) | 2020—н. в.          | профессиональный |         |

## Ю
| Название | Населённый пункт | Регион (область) | Год основания | Оригинальное название | Проф. период                  | Действ. статус   | Ист.   |
| -------- | ---------------- | ---------------- | ------------- | --------------------- | ----------------------------- | ---------------- | ------ |
| Югосталь | Енакиево         | Донецкая         | 1913          | ФК Південьсталь       | 1963—1964 1968—1969 1997—1998 | расформирован    | [ 25 ] |
| ЮКСА     | Тарасовка        | Киевская         | 2015          | ФК ЮКСА               | 2023—н. в.                    | профессиональный |        |

## Я
| Название | Населённый пункт | Регион (область) | Год основания | Оригинальное название | Проф. период        | Действ. статус | Ист.   |
| -------- | ---------------- | ---------------- | ------------- | --------------------- | ------------------- | -------------- | ------ |
| Явор     | Краснополье      | Сумская          | 1982          | ФК Явір               | 1992—1998 2002—2008 | любительский   |        |
| Ялос     | Ялта             | АР Крым          | 2005          | ФК Ялос               | 2005—2006           | расформирован  | [ 49 ] |